# Amblygaster leiogaster
Amblygaster leiogaster (tot i que rep altres denominacions en desús) és una espècie de peix pertanyent a la família dels clupeids.

## Descripció
- Pot arribar a fer 23 cm de llargària màxima (normalment, en fa 18).
- 13-21 radis tous a l'aleta dorsal i 12-23 a l'anal.
- Cos moderadament esvelt.[3][4]

## Hàbitat
És un peix marí, pelàgic-nerític i de clima tropical (30°N-23°S, 39°E-129°E) que viu entre 0-50 m de fondària.

## Distribució geogràfica
Es troba des de les costes d'Àfrica fins a Okinawa (el Japó) i Austràlia Occidental.

## Observacions
És inofensiu per als humans.